# Miloš Šestić
Miloš Šestić (ur. 8 sierpnia 1956 we wsi Milosavci koło Banja Luki) – piłkarz serbski grający na pozycji napastnika.

## Kariera klubowa
Karierę piłkarską Šestić rozpoczął w Crvenej Zveździe Belgrad. W sezonie 1973/1974 zadebiutował w jego barwach w pierwszej lidze jugosłowiańskiej. Od 1976 roku grał w pierwszym składzie zespołu i w sezonie 1976/1977 wywalczył z nim swoje pierwsze mistrzostwo Jugosławii. W 1979 roku wystąpił w obu finałowych meczach Pucharu UEFA z Borussią Mönchengladbach (1:1 i gol w 21. minucie oraz 0:1). W swojej karierze jeszcze trzykrotnie ze Crveną Zvezdą zostawał mistrzem Jugosławii w latach 1980, 1981 i 1984, a w 1982 roku zdobył także Puchar Jugosławii.
Na początku 1985 roku Šestić przeszedł do zespołu Olympiakosu Pireus. Tam grał w ataku z Nikosem Anastopulosem. Swoje jedyne sukcesy z tym klubem osiągnął w 1987 roku, gdy został mistrzem Grecji oraz zdobył Superpuchar Grecji.
W 1987 roku Šestić został piłkarzem Vojvodiny Nowy Sad. Grał w niej przez 2,5 roku w 1989 roku zostając z nią mistrzem kraju. Na początku 1990 roku odszedł do drugoligowego FK Zemun, z którym awansował do pierwszej ligi. W 1991 roku grał w drugoligowym OFK Beograd, a latem tamtego roku zakończył karierę piłkarską.
| Sezon   | Klub                     | Kraj       | Rozgrywki             | Mecze | Bramki |
| ------- | ------------------------ | ---------- | --------------------- | ----- | ------ |
| 1973/74 | FK Crvena zvezda Belgrad | Jugosławia | Prva liga Jugoslavije | 3     | 0      |
| 1974/75 | FK Crvena zvezda Belgrad | Jugosławia | Prva liga Jugoslavije | 8     | 0      |
| 1975/76 | FK Crvena zvezda Belgrad | Jugosławia | Prva liga Jugoslavije | 6     | 0      |
| 1976/77 | FK Crvena zvezda Belgrad | Jugosławia | Prva liga Jugoslavije | 22    | 8      |
| 1977/78 | FK Crvena zvezda Belgrad | Jugosławia | Prva liga Jugoslavije | 15    | 2      |
| 1978/79 | FK Crvena zvezda Belgrad | Jugosławia | Prva liga Jugoslavije | 28    | 3      |
| 1979/80 | FK Crvena zvezda Belgrad | Jugosławia | Prva liga Jugoslavije | 28    | 4      |
| 1980/81 | FK Crvena zvezda Belgrad | Jugosławia | Prva liga Jugoslavije | 31    | 7      |
| 1981/82 | FK Crvena zvezda Belgrad | Jugosławia | Prva liga Jugoslavije | 27    | 7      |
| 1982/83 | FK Crvena zvezda Belgrad | Jugosławia | Prva liga Jugoslavije | 6     | 0      |
| 1983/84 | FK Crvena zvezda Belgrad | Jugosławia | Prva liga Jugoslavije | 29    | 7      |
| 1984/85 | FK Crvena zvezda Belgrad | Jugosławia | Prva liga Jugoslavije | 13    | 6      |
| 1984/85 | Olympiakos SFP           | Grecja     | Alpha Ethniki         | 17    | 2      |
| 1985/86 | Olympiakos SFP           | Grecja     | Alpha Ethniki         | 27    | 8      |
| 1986/87 | Olympiakos SFP           | Grecja     | Alpha Ethniki         | 6     | 1      |
| 1987/88 | FK Vojvodina             | Jugosławia | Prva liga Jugoslavije | 24    | 2      |
| 1988/89 | FK Vojvodina             | Jugosławia | Prva liga Jugoslavije | 30    | 7      |
| 1989/90 | FK Vojvodina             | Jugosławia | Prva liga Jugoslavije | 6     | 0      |
| 1989/90 | FK Zemun                 | Jugosławia | II liga               | 13    | 2      |
| 1990/91 | FK Zemun                 | Jugosławia | Prva liga Jugoslavije | 5     | 1      |
| 1990/91 | OFK Beograd              | Jugosławia | II liga               | 10    | 2      |

## Kariera reprezentacyjna
W reprezentacji Jugosławii Šestić zadebiutował 10 października 1979 roku w wygranym 1:0 meczu eliminacji do Euro 80 z Hiszpanią. W 1982 roku został powołany przez selekcjonera Miljana Miljanicia do kadry Mistrzostwa Świata w Hiszpanii. Zagrał w nich we dwóch meczach: z Hiszpanią (1:2) i z Hondurasem (1:0). Z kolei w 1984 roku na Euro 84 także wystąpił we dwóch spotkaniach: z Belgią (0:2) i z Francją (2:3 i gol w 33. minucie). Od 1979 do 1985 roku rozegrał w kadrze narodowej 21 meczów i strzelił 2 gole.